# ウーゴ・アルバレス・アントゥネス
ウーゴ・アルバレス・アントゥネス（Hugo Álvarez Antúnez、2003年7月2日 - ）は、スペイン・ガリシア州オウレンセ出身のサッカー選手。セルタ・デ・ビーゴ所属。ポジションはMF。

## クラブ経歴
8歳の時にセルタのカンテラに入団し、12歳になったころにはFCバルセロナやレアル・マドリードから注目されるほどの選手にまで成長した。
2021年10月25日、セルタ・デ・ビーゴにて、ラ・リーガのヘタフェCF戦でトップチームデビューを果たした。